# Jules Léglise
Pour les articles homonymes, voir Léglise (homonymie).
Jules Léglise (né le 17 octobre 1920 à Trith-Saint-Léger et mort le 11 septembre 1995 à Valenciennes) est un footballeur français. Il évoluait au poste d'ailier gauche.

## Carrière
Jules commence sa carrière en jouant pour le Valenciennes Football Club où il évolue de 1937 à 1938, puis de 1945 à 1947.
Par la suite, il joue au SO Montpelliérain, puis au Angers SCO, où il prend sa retraite le 1er juillet 1953.
Il dispute un total de 76 matchs en Division 2 avec Angers.